# Stenodynerus inca
Stenodynerus inca är en stekelart som först beskrevs av Henri Saussure 1870.  Stenodynerus inca ingår i släktet smalgetingar, och familjen Eumenidae. Inga underarter finns listade i Catalogue of Life.